# Kyohei Tsutsumi Tribute: The Popular Music
Kyohei Tsutsumi Tribute (筒美京平トリビュート), sous-titrée the popular music, est un album hommage pour un compositeur japonais Kyōhei Tsutsumi, publié en 2007 par Natutawave Records sous la distribution d'Universal Music Group.

## Titres de l'album
Toutes les chansons composées par Kyōhei Tsutsumi
1. "Saraba Koibito (さらば恋人?)" – 3:04
  - Artiste – Masayoshi Yamazaki
  - Arrangeur – Takayuki Hattori
2. "Blue Light Yokohama (ブルー・ライト・ヨコハマ?)" – 3:30
  - Artiste – Kou Shibasaki
  - Arrangeur – Keiji Tanabe (avec un agencement de chaînes par Yasuaki Maejima)
3. "Tasogare My Love (たそがれマイ･ラブ?)" – 3:59
  - Artiste – Hideaki Tokunaga
  - Arrangeur – Tokunaga, Masayuki Sakamoto
4. "Sexual Violet No.1" – 4:44
  - Artiste – Tsunku
  - Arrangeur – Shunsuke Suzuki
5. "Ningyo (人魚?)" – 4:39
  - Artiste – Bonnie Pink
  - Arrangeur – Shuntaro Kobayashi
6. "Osewa ni Narimashita (お世話になりました?)" (paroles de chanson renouvelés par ET-King) – 2:58
  - Artiste – ET-King
7. "Tonde Istanbul Homme (飛んでイスタンブール Homme?)" – 5:54
  - Artiste – Masafumi Akikawa
  - Arrangeur – Takeshi Senoo
8. "Miserarete (魅せられて?)" – 3:49
  - Artiste – Hitomi Shimatani
  - Arrangeur – Yuta Nakano
9. "Natsu no Klaxon (夏のクラクション?)" – 4:12
  - Artiste – Gospellers
  - Arrangeur – Akira Inoue
10. "Manatsu no Dekigoto (真夏の出来事?)" – 5:09
  - Artiste – melody.
  - Arrangeur – melody., Yuichi Hamamatsu
11. "Momen no Handkerchief (木綿のハンカチーフ?)" – 5:06
  - Artiste – Masamune Kusano (Spitz)
  - Arrangeur – Shintarō Tokita (Sukima Switch)
12. "Mata Au Hi Made (また逢う日まで?)" – 2:48
  - Artiste – Crazy Ken Band
  - Arrangeur – Masao Onose, Trio the Dog Horns

## Meilleure position
| Classement (2007) | Position |
| ----------------- | -------- |
| Classement Oricon | 12       |